# Апостольский нунций в Люксембурге
Апостольский нунций в Великом Герцогстве Люксембург — дипломатический представитель Святого Престола в Люксембурге. Данный дипломатический пост занимает церковно-дипломатический представитель Ватикана в ранге посла. Как правило, в Люксембурге апостольский нунций является дуайеном дипломатического корпуса, так как Люксембург католическая страна. Апостольская нунциатура в Люксембурге была учреждена на постоянной основе в 1891 году, при великогерцогском дворе в Люксембурге. Её резиденция находится в Люксембурге.
В настоящее время Апостольским нунцием в Люксембурге является архиепископ Франко Коппола, назначенный Папой Франциском с 14 декабря 2021 года.

## История
Дипломатических отношений между Святым Престолом и Великим Герцогством Люксембургом установлены в 1891 году, с учреждением Апостольской интернунциатуры. Апостольская нунциатура в Люксембурге учреждена 24 октября 1955 года бреве Quo firmior Папы Пия XII.

## Апостольские нунции в Люксембурге
- Акилле Локателли — (8 июля 1916 — 13 июля 1918 — назначен апостольским нунцием в Португалии);
- Себастьяно Никотра — (1 октября 1918 — 30 мая 1923 — назначен апостольским нунцием Португалии);
- Клементе Микара — (30 мая 1923 — 18 февраля 1946 — возведён в кардиналы-священники);
- Фернандо Ченто — (9 марта 1946 — 26 октября 1953 — назначен апостольским нунцием в Португалии);
- Ефрем Форни — (9 ноября 1953 — 19 марта 1962 — возведён в кардиналы-священники);
- Сильвио Анджело Пио Одди — (17 мая 1962 — 19 апреля 1969 — возведён в кардиналы-священники);
- Иджино Эудженио Кардинале — (19 апреля 1969 — 24 марта 1983);
- Анджело Педрони — (6 июля 1983 — 13 июня 1989);
- Джованни Моретти — (15 июля 1989 — 3 марта 1999);
- Пьер Луиджи Челата — (3 марта 1999 — 14 ноября 2002 — назначен секретарём Папского Совета по межрелигиозному диалогу);
- Карл Йозеф Раубер — (22 февраля 2003 — 18 июня 2009, в отставке);
- Джачинто Берлоко — (18 июня 2009 — 12 октября 2016, в отставке);
- Августин Касуйя — (7 декабря 2016 — 31 августа 2021, в отставке);
- Франко Коппола — (14 декабря 2021 — по настоящее время).